# Haldea striatula
Genre
Espèce
Synonymes
- Coluber striatulus Linnaeus, 1766
- Virginia striatula (Linnaeus, 1766)
- Falconeria bengalensis Theobald, 1868

Statut de conservation UICN

 LC  : Préoccupation mineure
Haldea striatula, unique représentant du genre Haldea, est une espèce de serpents de la famille des Natricidae.

## Répartition
Cette espèce est endémique des États-Unis. Elle se rencontre dans le Texas, dans l'est de l'Oklahoma, en Louisiane, dans l'Arkansas, dans le Kansas, dans le sud du Missouri, dans l'Alabama, dans le Mississippi, en Géorgie, dans le nord de la Floride, en Caroline du Sud, dans l'Est de la Caroline du Nord, dans le sud-est de la Virginie et dans le sud-ouest du Tennessee.

## Description

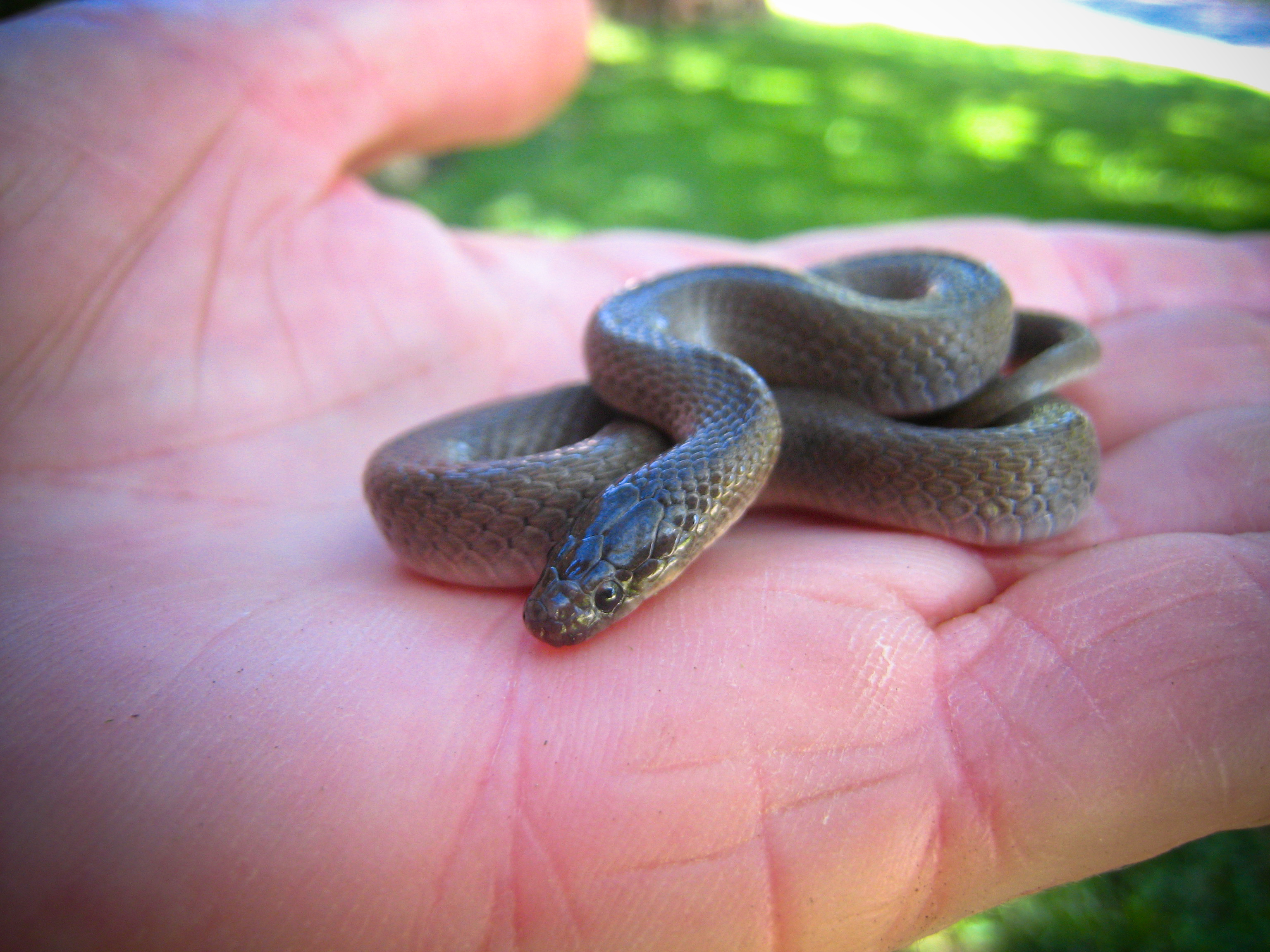

C'est un serpent vivipare.

## Publications originales
- Baird & Girard, 1853 : Catalogue of North American Reptiles in the Museum of the Smithsonian Institution. Part 1.-Serpents. Smithsonian Institution, Washington, p. 1-172 (texte intégral).
- Linnaeus, 1766 : Systema naturæ per regna tria naturæ, secundum classes, ordines, genera, species, cum characteribus, differentiis, synonymis, locis. Tomus I. Editio duodecima, reformata. Laurentii Salvii, Stockholm, Holmiae, p. 1-532.